# Vlasenica (region)
Region Vlasenica je jedním ze sedmi regionů Republiky srbské v Bosně a Hercegovině.

## Charakter regionu
Leží v severovýchodním cípu země, hlavním městem je Zvornik, ležící u hranice se Srbskem, na řece Drina. Nachází se zde také Srebrenica, město, kde v 90. letech během bosenské války došlo k masakru. Území regionu je velmi hornaté, navíc zde neexistuje téměř žádná železniční síť (spojení do Zvorniku je pouze ze srbské strany). Silniční síť je velmi řídká, mnoho silnic tu nemá pevný povrch. Hlavním pohořím je Javor, nejvýznamnější řekou zde je Drina.

## Významná města
- Zvornik (hlavní)
- Srebrenica
- Bratunac
- Vlasenica